# Mode de recuperació d'Android
El mode de recuperació d'Android és un mode d'Android utilitzat per instal·lar actualitzacions i esborrar dades. Consisteix en un nucli Linux amb disc ram en una partició separada del sistema Android principal.

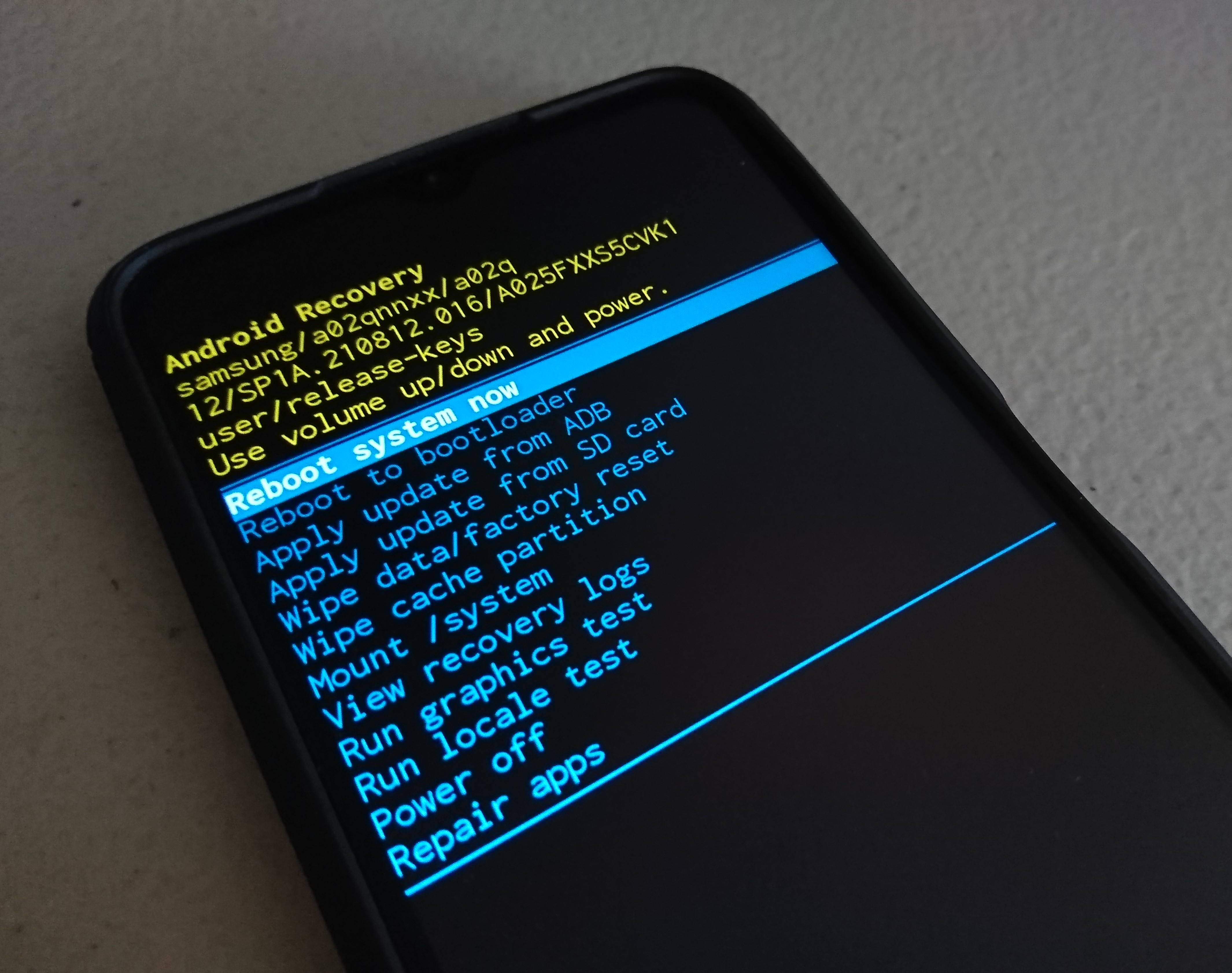
Un Samsung Galaxy A02s va arrencar en mode de recuperació

El mode de recuperació pot ser útil quan un telèfon està encallat en un bucle d'arrencada o quan s'ha infectat amb programari maliciós.
Habilitació
La manera d'entrar a la recuperació és diferent per a cada proveïdor.

## Exemples:[4]
- Dispositius zebra i símbol: botó d'escaneig/acció esquerre

- Nexus 7: Volum+ + Volum- + Apagar
- Samsung Galaxy S3: Volum+ + Casa + Apagar
- Motorola Droid X: Casa + Apagar
- Samsung Galaxy A10s: Volum+ + Apagar

## Característiques

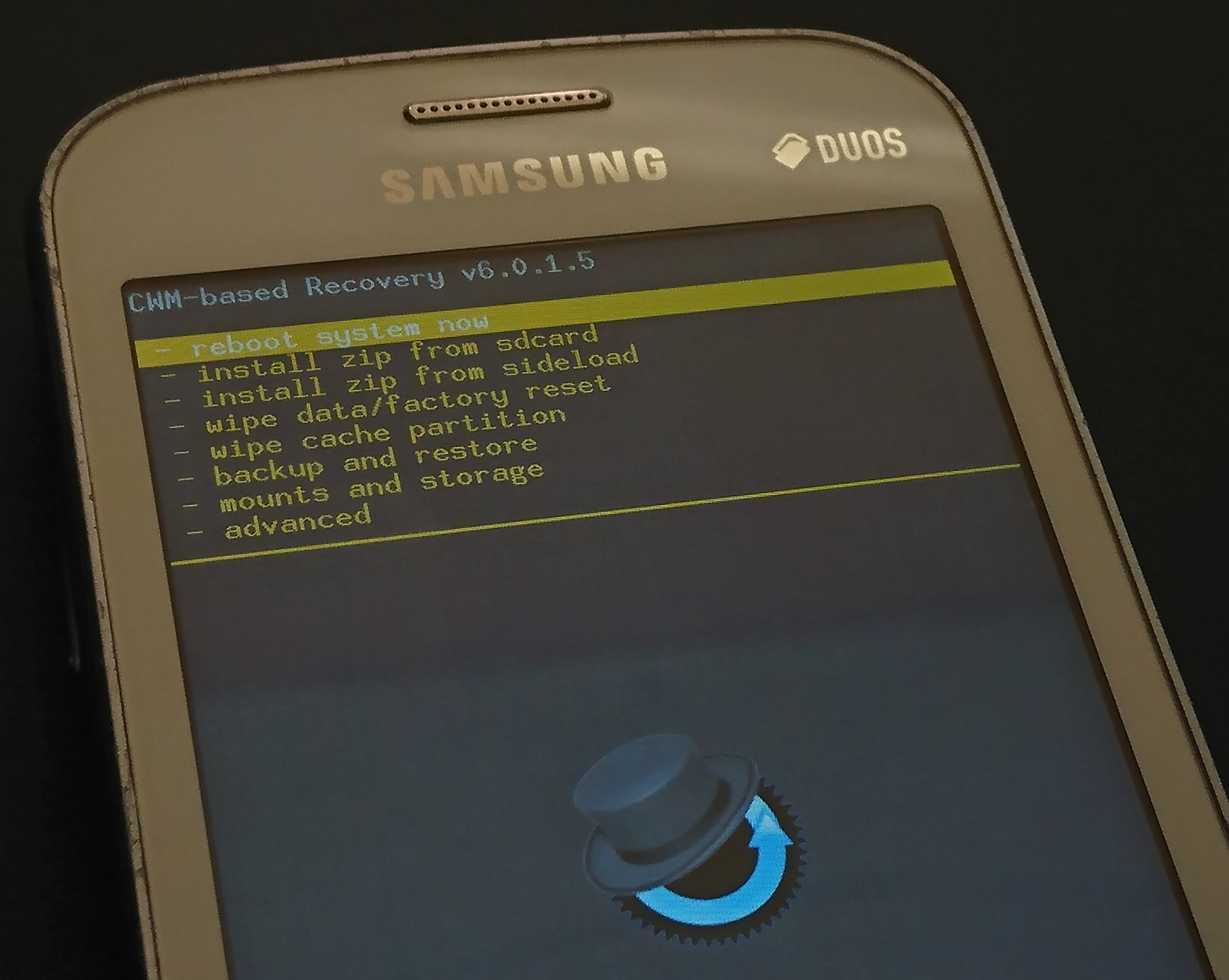
Un Samsung Galaxy Trend Lite, arrencat a ClockWorkMod Recovery.

- Aplicació d'actualitzacions mitjançant Android Debug Bridge
- Aplicant actualitzacions des de la targeta SD
- Restabliment de fàbrica
- Muntatge de particions
- Executeu la prova del sistema

## Recuperació personalitzada
- Funcionalitat completa de còpia de seguretat i restauració
- S'estan aplicant paquets d'actualització sense signar
- Accés a l'emmagatzematge massiu USB a les targetes SD
- Accés complet a ADB, amb ADB en funcionament com a root